# Tisserand (métier)

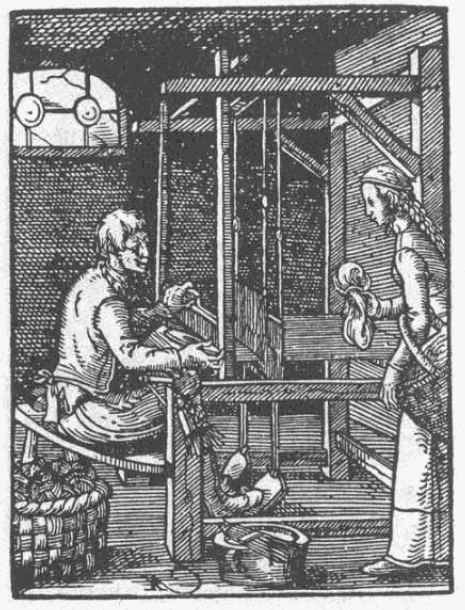
Un tisserand vers 1568

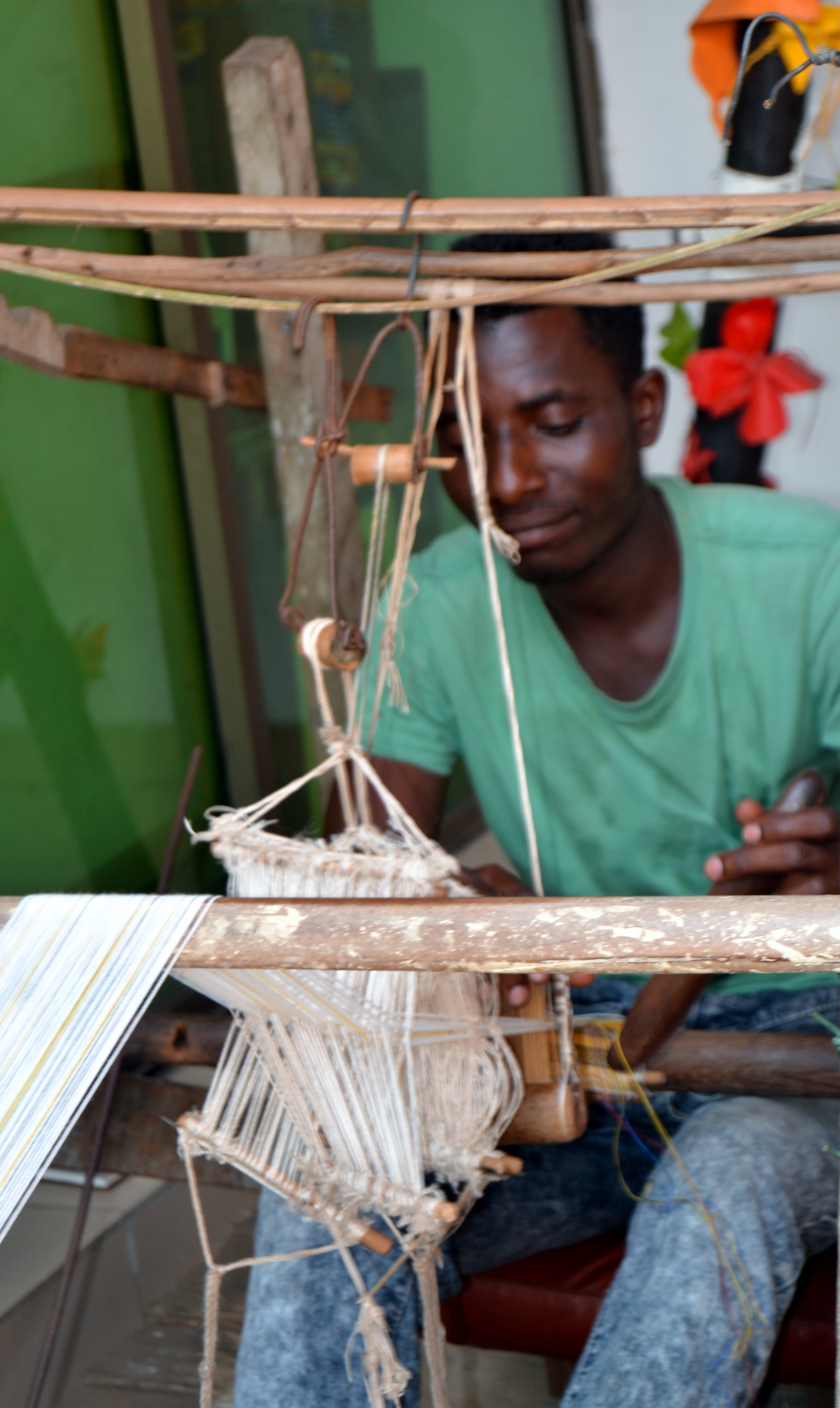
Tisserand ivoirien en 2017

Un tisserand est un artisan qui tisse divers types de fils pour en faire des étoffes.
En tapisserie, le tisserand est un créateur d'œuvres textiles tissées, qui en assure lui-même le tissage. Le tisserand commence son travail au lever du soleil.

## Histoire
Certaines traces indiquent que les premiers tisserands remontent au Paléolithique. Les tisserands du Néolithique nous ont laissé des textiles qui ont été retrouvés par exemple en Suisse, dans les vestiges d'habitations sur pilotis, ou dans les fouilles de Fayum, en Égypte. À l'époque sumérienne, ce sont des femmes esclaves qui pratiquaient ce métier. Elles lavaient la laine dans de l'eau chaude savonneuse puis la séchaient. Ensuite, elles battaient les fibres pour en retirer la poussière avant de carder la laine qui était ensuite blanchie et filée. Les fileuses assemblaient les fibres et les torsadaient soit en les frottant entre les paumes de leurs mains soit en utilisant une quenouille. Les esclaves travaillaient ensuite par groupe de trois sur un métier à tisser où elles tendaient les fils puis les croisaient alternativement par-dessus et par-dessous à angle droit. Dans les campagnes françaises, les tisserands (tisserands en toile plutôt qu'en drap) sont très présents jusqu'à la fin du XIXe siècle.

Paul Sérusier : Le tisserand, musée d'art et d'archéologie de Senlis.

En Afrique noire, les tisserands ont hérité le tissage des tissus auprès des chasseurs qui ont vu l'araignée tisser sa toile. Ils tissent le pagne keté ou kenté Ashanti. Les Ahoussas en produisent également. De nos jours, les fêtes traditionnelles africaines actualisent la valeur des tisserands.

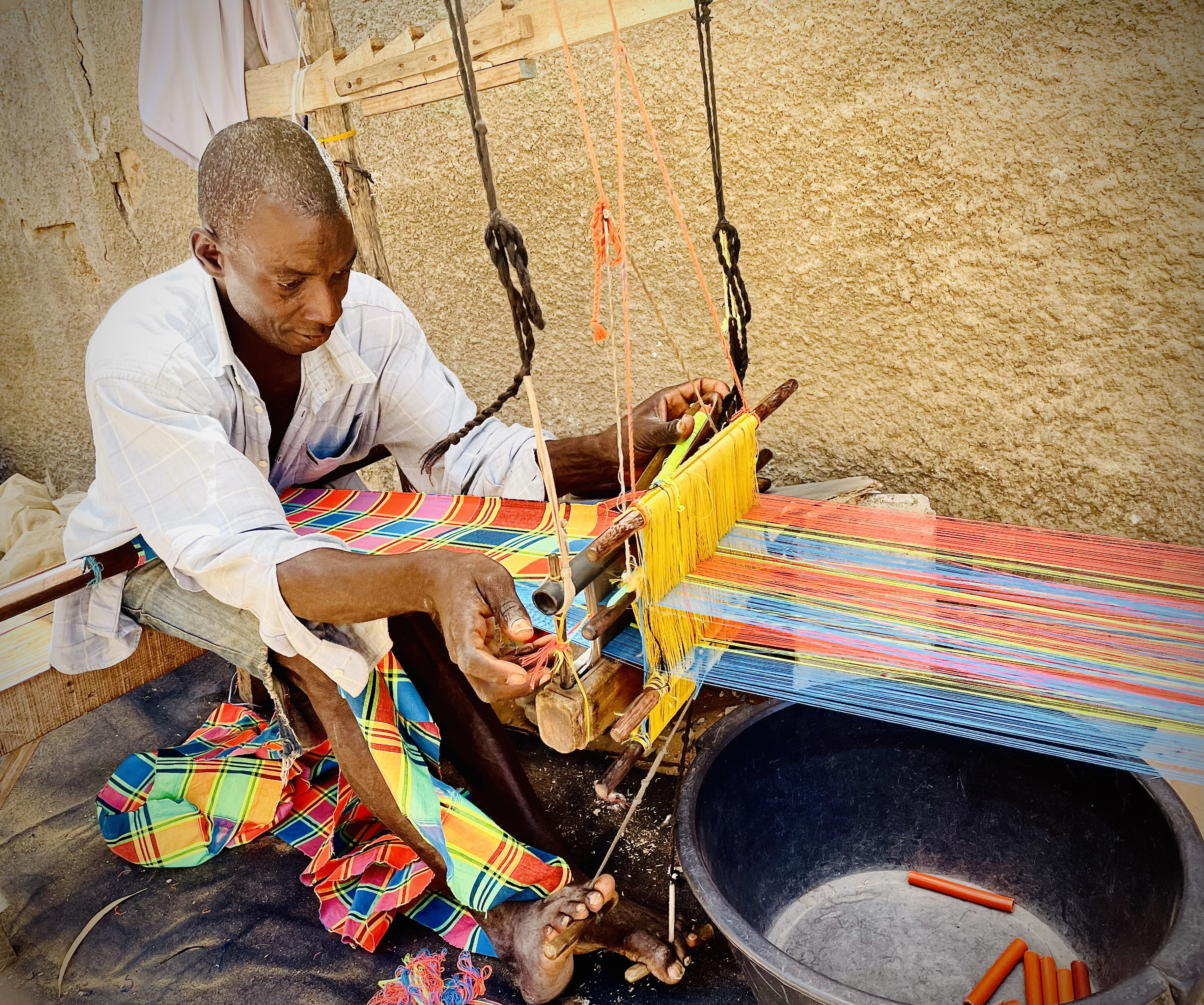
Tisserand fabriquant un tissu « Serou Rabal », Sénégal, 2024.